# Cine Balkan
El cine “Balkan” está situado en Belgrado, en la calle Braće Jugovića 16. Siendo el lugar en el  cual tomaron lugar eventos importantes para la cultura y la historia de Belgrado y Serbia, y también forma parte del complejo de los edificios construidos a finales del siglo XIX, el edificio del cine “Balkan” representa el testimonio del desarrollo cultural, urbano y arquitectónico de Belgrado durante la segunda parte del siglo XIX. y tiene el estatus del patrimonio cultural.

## Historia
El edificio, que inicialmente fue concebido para el hotel “Bulevar”, fue construido entre los años 1867. y 1870. sobre los cimientos de una posada turca, con 14 cuartos y una taberna, que siempre tenía la terraza llena de huéspedes. Empezó a construirla Đorđe Pašona, un fabricante de las bebidas alcohólicas, pero con el paso del tiempo se quedó sin dinero y tomó un préstamo de un famoso tabaquero, Vanđel Toma. Dado que el préstamo era grande, Pašon no logró devolverlo, así que en el año 1900. vendió la propiedad entera a Vanđel Toma. Es un edificio representativo y construido académicamente, consiste de tres partes independientes entre las calles actuales Makedonska, Brace Jugovica y Bulevar Despota Stefana, a los que fue posteriormente añadida una parte del edificio en cuya planta baja se encontraba una sala grande para las fiestas y bodas. Esa sala, decorada con unas lujosas arañas de luces, unos espejos grandes y capillas musicales checas, convirtió a Bulevar en el primer salón de música. Tan solo tres años después de la primera proyección cinematográfica en Belgrado, en el año 1899, en esta sala proyectaron la primera película. En el edificio del actual cine “Balkan” desde el año 1909.  hasta el año 1911. funcionaba La Opera Belgradense bajo la dirigencia de Žarko Savić y por esta razón el hotel entero fue conocido  bajo el nombre “Opera”.
El cine empezó a funcionar definitivamente en el año 1912. bajo el nombre “Gran cine de la familia Gomon en el hotel Opera”. Durante un tiempo allí también se presentaban las funciones del teatro Brana Cvetković. El nombre que tiene hoy, “Balkan“, le dieron a los principios del año 1928.